# Blida (provins)
Blida  (arabiska: ولاية البليدة) är en provins (wilaya) utanför Alger i Algeriet. Provinsen har 1 009 892 invånare (2008). Blida är huvudort.

## Administrativ indelning
Provinsen är indelad i 10 distrikt (daïras) och 25 kommuner (baladiyahs).